# Fibricola
Fibricola är ett släkte av plattmaskar. Fibricola ingår i familjen Diplostomatidae.
Kladogram enligt Catalogue of Life:
| Fibricola | \| \| Fibricola cartera \| \| \| \| \| \| Fibricola texensis \| \| \| \| |
|           | \| \| Fibricola cartera \| \| \| \| \| \| Fibricola texensis \| \| \| \| |
|           | Alaria                                                                   |
|           |                                                                          |
|           | Bolbophorus                                                              |
|           |                                                                          |
|           | Crassiphiala                                                             |
|           |                                                                          |
|           | Didelphodiplostomum                                                      |
|           |                                                                          |
|           | Diplostomum                                                              |
|           |                                                                          |
|           | Enhydridiplostomum                                                       |
|           |                                                                          |
|           | Hysteromorpha                                                            |
|           |                                                                          |
|           | Mesophorodiplostomum                                                     |
|           |                                                                          |
|           | Neascus                                                                  |
|           |                                                                          |
|           | Neodiplostomum                                                           |
|           |                                                                          |
|           | Ornithodiplostomum                                                       |
|           |                                                                          |
|           | Parallelorchis                                                           |
|           |                                                                          |
|           | Pharyngostomoides                                                        |
|           |                                                                          |
|           | Posthodiplostomum                                                        |
|           |                                                                          |
|           | Procyotrema                                                              |
|           |                                                                          |
|           | Pulvinifer                                                               |
|           |                                                                          |
|           | Spathaceum                                                               |
|           |                                                                          |
|           | Tylodelphys                                                              |
|           |                                                                          |
|           | Uvulifer                                                                 |
|           |                                                                          |
|           | Fibricola cartera                                                        |
|           |                                                                          |
|           | Fibricola texensis                                                       |
|           |                                                                          |

|  | Fibricola cartera  |
|  |                    |
|  | Fibricola texensis |
|  |                    |